# Venezuela ai Giochi della XXX Olimpiade
Il Venezuela partecipò ai Giochi della XXX Olimpiade, svoltisi a Londra, Regno Unito, dal 27 luglio al 12 agosto 2012, con una delegazione di 68 atleti impegnati in quindici discipline.